# 永瀬昭幸
永瀬 昭幸（ながせ あきゆき、1948年9月18日 - ）は、日本の実業家。鹿児島県垂水市出身。東京大学経済学部卒業。東進ハイスクール創設者。株式会社ナガセ代表取締役社長。

## 概要
1948年（昭和23年）、鹿児島県肝属郡垂水町（現在の垂水市）生まれ。ラ・サール高校、東京大学経済学部卒業。東大在学中に自宅で学習塾を立ち上げた。東京大学卒業後は野村證券を経て、1976年（昭和51年）に株式会社ナガセを設立。
1985年（昭和60年）には高校生向けの大学受験予備校である東進ハイスクールを設立。1988年、ナガセはジャスダックに上場。
その他に「四谷大塚」「早稲田塾」「イトマンスイミングスクール」などの塾・予備校を展開するほか社会人教育にも進出している。

## 略歴

### 幼少時代
小学校の時代にラ・サール中学校に進学しようと猛勉強。小学校の先生は協力的で放課後に補習授業を行ってくれた。その甲斐あってラ・サール中学に入学。
鹿児島市は垂水市と対岸にあり、中学・高校の6年間はフェリーが通学手段だった。
同級生には、初代消費者庁長官の内田俊一、元東芝副社長の前田義広、フィンランド大使などを歴任し空港施設元社長の丸山博、バーコード最大手サトーホールディングスの元社長、大塚正則がいる。

### 大学時代
ラ・サール高校を卒業後、東京大学経済学部へ進学。1968年（昭和43年）に東大紛争の責任者の一人がラ・サールの卒業生だったことで処分取り消しを求め運動を始める。結果的にそれがきっかけでテストが受けられず、2年留年するはめになった。父は怒り、仕送りを止めてしまった。生活のために家庭教師を行ったところ生徒が集まり、塾を開くことになった。
1971年（昭和46年）3月にアパートの一室で「ナガセ進学教室」を開講。「ラ・サール出身の東大生が教えます」をキャッチフレーズに講師を集めた。塾の経営はかなりうまく行き、妹の学費や生活費の面倒を見ることもできた。

### 会社設立
東京大学を卒業後、1973年（昭和48年）に野村證券に就職。しかし2年で退職し「ナガセ進学教室」を母体に(株)ナガセを1976年（昭和51年）5月に設立。
1985年（昭和60年）4月に大学受験予備校「東進ハイスクール」を設立。1988年（昭和63年）に有名講師を競合予備校からスカウト。「現役中心」の運営体系に切り替える。同年、株式を店頭市場に公開。
1992年（平成4年）に「東進衛星予備校」を設立し全国の塾・予備校を対象にフランチャイズ展開を開始した。

### フランチャイズ化
2004年（平成16年）に株式をジャスダックに上場。この年から「東進ハイスクール」を全国各地に開校を早めていく。
2006年（平成18年）に四谷大塚を、2008年（平成20年）にイトマンスイミングスクールを、2014年（平成26年）に早稲田塾を傘下に収める。
2015年（平成27年）には「東進ハイスクール」は関東地方を中心に94の校舎を展開。フランチャイズの東進衛星予備校を加えると日本全国で約1000校が展開される。

## 書籍
- 俺が志望校に入れてやる―自信のない親へ!（1983年1月1日、ベストセラーズ）ISBN 4584005338
- 子どもを10倍のばす法（1985年12月1日、文化出版局）ISBN 978-4579302468